# Everybody Loves Somebody (chanson)
Singles de Dean Martin
La Giostra
(1964) The Door Is Still Open to My Heart
(1964)
Everybody Loves Somebody est une chanson écrite en 1947 par Irving Taylor et Ken Lane. Elle est rendue célèbre par le crooner américain Dean Martin qui enregistre sa propre version en 1964.

## Histoire

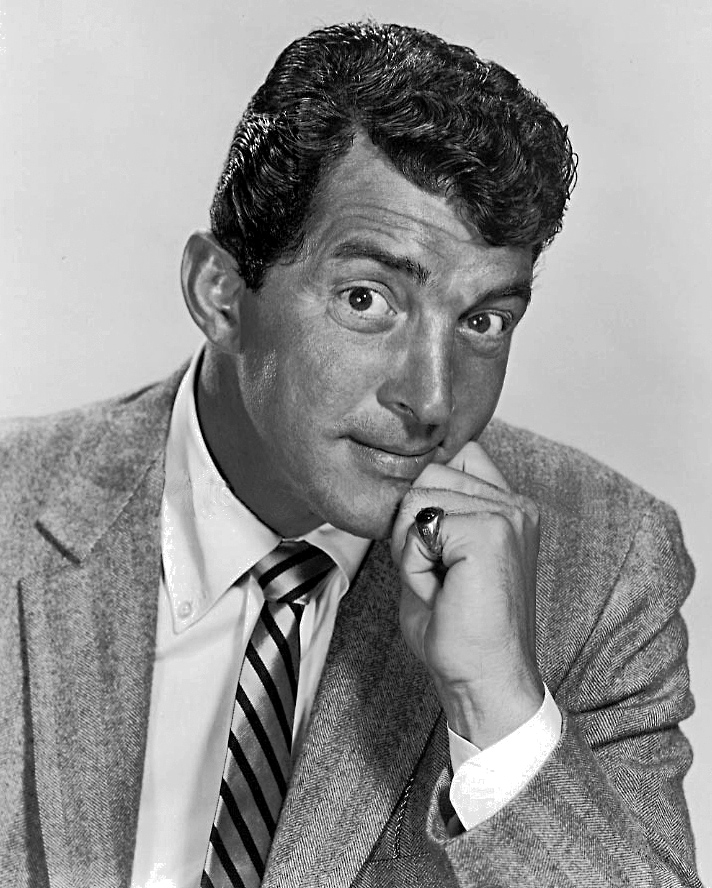
Dean Martin en 1960.

Écrite par Irving Taylor et Ken Lane à la fin des années 1940, la chanson est initialement enregistrée par divers chanteurs, dont Frank Sinatra en 1948, sans qu'aucune de ces versions ne connaisse le succès. 
En mars 1964, travaillant avec Dean Martin sur le nouvel album en préparation de ce dernier, Dream with Dean, Ken Lane suggère d'intégrer Everybody Loves Somebody à la liste des chansons choisies pour figurer sur l'album, ce en quoi il obtient gain de cause.
Peu avant la sortie de Dream with Dean, Martin retourne en studio le 16 avril 1964 afin d'enregistrer une deuxième version de la chanson sur fond d'arrangements orchestraux. Nick Tosches, le biographe de Dean Martin, écrit à propos de cet enregistrement : « la voix de Dean était riche et profonde ; les notes de piano de Ken Lane suivaient le swing et le balancement de l'orchestre, le rythme des batteries était là pour qu'on l'entende, même les chœurs ressemblaient à des voix humaines et non à des androïdes ». À son fils Dean Paul Martin, âgé de 12 ans, qui s'est pris de passion pour les Beatles dans le contexte de la British Invasion, le chanteur déclare : « je vais éjecter tes petits copains du hit-parade ».
Le titre est édité sous forme de single par le label Reprise Records en mai 1964 et pénètre dans les charts américains le mois suivant. Dans le courant du mois d'août, Everybody Loves Somebody se hisse à la première place des ventes de disques aux États-Unis, détrônant A Hard Day's Night des Beatles.
En parallèle de la chanson, un album éponyme paraît en juin 1964 sous le label Reprise (R/RS-6130).

## Postérité
La phrase Everybody Loves Somebody Sometime est inscrite sur la pierre tombale de Dean Martin au Westwood Memorial Park de Los Angeles.
En 1999, la version d'Everybody Loves Somebody telle qu'enregistrée par Dean Martin en 1964 sous le label Reprise est intronisée au Grammy Hall of Fame.